# 依安県
依安県（いあん-けん）は、中華人民共和国黒竜江省チチハル市に位置する県。県人民政府の所在地は依安鎮。

## 地理
北西部を訥河市、北東部を克山県、東部を拝泉県、南部を綏化市（地級市）・明水県（県）、西部を富裕県と行政区境を接している。

## 歴史
1923年（民国12年）に設置された依安設治局を前身とする。1929年（民国18年）に依安県に改編された。1947年（民国36年）に泰安県と改称されたが、1952年に依安県に戻され現在に至る。

## 行政区画
下部に6鎮、9郷を管轄：
- 鎮：依安鎮、依竜鎮、双陽鎮、三興鎮、中心鎮、新興鎮
- 郷：富饒郷、解放郷、陽春郷、新発郷、太東郷、上游郷、紅星郷、先鋒郷、新屯郷

## 交通

### 鉄道
- 中国国家鉄路集団
  - 中国鉄路ハルビン局集団公司
    - 斉北線（チチハル方面）- 新屯駅（中国語版） - 依安駅（中国語版） - 泰東駅（中国語版） -（北安方面）

### 道路
- 高速道路
  -  伊斉高速道路
- 省道
  -  203省道
  -  302省道
- 県道
  -  008県道
  -  052県道

## 健康・医療・衛生
- 依安県人民医院
- 依安県中医院